# Zoe Buckman (Leichtathletin)
Zoe Buckman (* 21. Dezember 1988 in Grafton) ist eine australische Leichtathletin, die im Mittel- und Langstreckenlauf an den Start geht.

## Sportliche Laufbahn
Erste internationale Erfahrungen sammelte Zoe Buckman im Jahr 2004, als sie bei den Juniorenweltmeisterschaften in Grosseto mit der australischen 4-mal-400-Meter-Staffel mit 3:39,53 min im Vorlauf ausschied. 2006 schied sie bei den Juniorenweltmeisterschaften in Peking mit 2:05,60 min im Halbfinale im 800-Meter-Lauf aus und gelangte über 1500 Meter mit 4:20,59 min auf den elften Platz. Zudem begann sie im selben Jahr ein Studium an der University of Oregon in den Vereinigten Staaten, welches sie 2011 abschloss. Im Jahr darauf nahm sie an den Olympischen Sommerspielen in London teil und schied dort mit 4:05,03 min im Halbfinale im 1500-Meter-Lauf aus. 2013 erreichte sie bei den Weltmeisterschaften in Moskau das Finale und belegte dort in 4:05,77 min den sechsten Platz. Bei den IAAF World Relays 2014 in Nassau wurde sie in 8:13,26 min gemeinsam mit Brittany McGowan, Selma Kajan und Melissa Duncan Dritte in der 4-mal-800-Meter-Staffel und auch mit der 4-mal-1500-Meter-Staffel wurde sie in 17:08,65 min gemeinsam mit Bridey Delanay, Brittany McGowan und Melissa Duncan Dritte hinter den Teams aus Kenia und den Vereinigten Staaten. Ende Juli schied sie bei den Commonwealth Games in Glasgow mit 4:11,56 min im Vorlauf über 1500 Meter aus. 2016 nahm sie über 1500 Meter erneut an den Olympischen Sommerspielen in Rio de Janeiro teil und schied dort mit 4:06,95 min erneut im Halbfinale aus. Bei den IAAF World Relays 2017 auf den Bahamas wurde sie in 8:21,08 min gemeinsam mit Lora Storey, Abbey de la Motte und Heidi See Dritte in der 4-mal-800-Meter-Staffel hinter den Teams aus den Vereinigten Staaten und Belarus. Im August schied sie dann bei den Weltmeisterschaften in London mit 4:05,93 min im Semifinale über 1500 Meter aus. 2018 gelangte sie bei den Commonwealth Games im heimischen Gold Coast mit 4:06,76 min auf den zwölften Platz über 1500 Meter.
In den Jahren 2011, 2013 und 2014 wurde Buckman australische Meisterin im 1500-Meter-Lauf.

## Persönliche Bestleistungen
- 800 Meter: 2:00,93 min, 8. September 2013 in Rieti
  - 800 Meter (Halle): 2:13,11 min, 25. Januar 2014 in Albuquerque
- 1000 Meter: 2:37,84 min, 24. Mai 2012 in Oslo
  - 1000 Meter (Halle): 2:39,47 min, 18. Februar 2017 in Birmingham (australischer Rekord)
- 1500 Meter: 4:03,22 min, 27. August 2016 in Paris
  - 1500 Meter (Halle): 4:10,52 min, 25. Februar 2018 in Glasgow
- 3000 Meter: 8:52,33 min, 20. Mai 2018 in Osaka